# VentureBeat
VentureBeat，简称VB，是一家美国的科技博客网站，总部位于加州旧金山。网站主要发布新闻、分析、长篇专题、采访和视频。

## 网站历史
曾任《圣何塞信使报》记者的马特·马歇尔（Matt Marshall）于2006年创立了VentureBeat公司。
2009年3月，VentureBeat与IDG签署合作协议，协同开发名为DEMO Conference的项目，意在为初创企业提供宣布其上市的平台，以帮助它们从风险投资者和天使投资人处募集资金。这一合作关系后于2012年告终。
2014到2015年间，VentureBeat向包括CrossLink Capital、Walden Venture Capital、Rally Ventures、Formation 8以及Lightbank在内多家硅谷风险投资公司进行了外部资金募集。